# Trung Chải, Sa Pa
Trung Chải là một xã thuộc thị xã Sa Pa, tỉnh Lào Cai, Việt Nam.

## Địa lý
Xã Trung Chải nằm ở phía đông bắc thị xã Sa Pa, có vị trí địa lý:
- Phía đông giáp thành phố Lào Cai
- Phía tây giáp xã Tả Phìn và phường Hàm Rồng
- Phía nam giáp phường Sa Pả
- Phía bắc giáp huyện Bát Xát.

Xã có diện tích 50,04 km², dân số năm 2018 là 5.086 người, mật độ dân số đạt 102 người/km².

## Hành chính
Xã Trung Chải được chia thành 7 thôn: Chu Lìn I, Chu Lìn II, Móng Sến I, Móng Sến II, Pờ Sì Ngài, Sín Chải, Vù Lùng Sung.

## Lịch sử
Trước đây, Trung Chải là một xã thuộc huyện Sa Pa.
Đến năm 2018, xã Trung Chải có diện tích 38,94 km², dân số là 3.861 người.
Ngày 11 tháng 9 năm 2019, Ủy ban Thường vụ Quốc hội ban hành Nghị quyết 767/NQ-UBTVQH14 (nghị quyết có hiệu lực từ ngày 1 tháng 1 năm 2020). Theo đó, chuyển huyện Sa Pa thành thị xã Sa Pa và điều chỉnh 11,10 km² diện tích tự nhiên và 1.225 người còn lại của xã Sa Pả (sau khi điều chỉnh địa giới hành chính để thành lập các phường) về xã Trung Chải.
Sau khi điều chỉnh, xã Trung Chải có 50,04 km² diện tích tự nhiên và 5.086 người.